# Fuerte de Nacimiento
El Fuerte de Nacimiento (o Fuerte de Nacimiento de Nuestro Señor) es una construcción ubicada en Nacimiento en la región del Biobío, esta fortificación fue fundada el 24 de diciembre de 1603 por el gobernador don Alonso de Ribera, sobre la unión del río Vergara y Biobío, en donde se encontraba una antigua fortaleza indígena.
Fue declarado Monumento Histórico por el Consejo de Monumentos Nacionales, el 25 de marzo de 1954, mediante Decreto N.º 1312 del Ministerio de Educación.

## Historia
En el contexto de la Guerra de Arauco, los españoles establecieron una serie de espacios protegidos y línea de frontera que siguieron el río Biobío y otra en Valdivia, con el objetivo de contener a los combatientes mapuches. Para esto, el Rey Felipe III encomendó al Gobernador Alonso de Rivera la construcción de un conjunto de fuertes y la formación del primer ejército profesional de América. 
El Fuerte de Nacimiento figuraba entre estas construcciones, inaugurado el 24 de diciembre de 1603, desde entonces la actividad de este fuerte fronterizo fue constante. En 1628 fue atacado por el toqui Lientur, y hacia 1655 sus habitantes fueron asesinados durante su huida tras el abandono del fuerte. Una década más tarde, fue reconstruido en la ribera norte del Biobío, y en 1749 volvió a levantarse, esta vez en la orilla norte, donde permanece actualmente.
Finalmente, el fuerte fue edificado y refundado formalmente el 19 de diciembre de 1756 por don Manuel de Amat y Junyent, quien más tarde sería virrey del Perú.

## Restauraciones y Actualidad

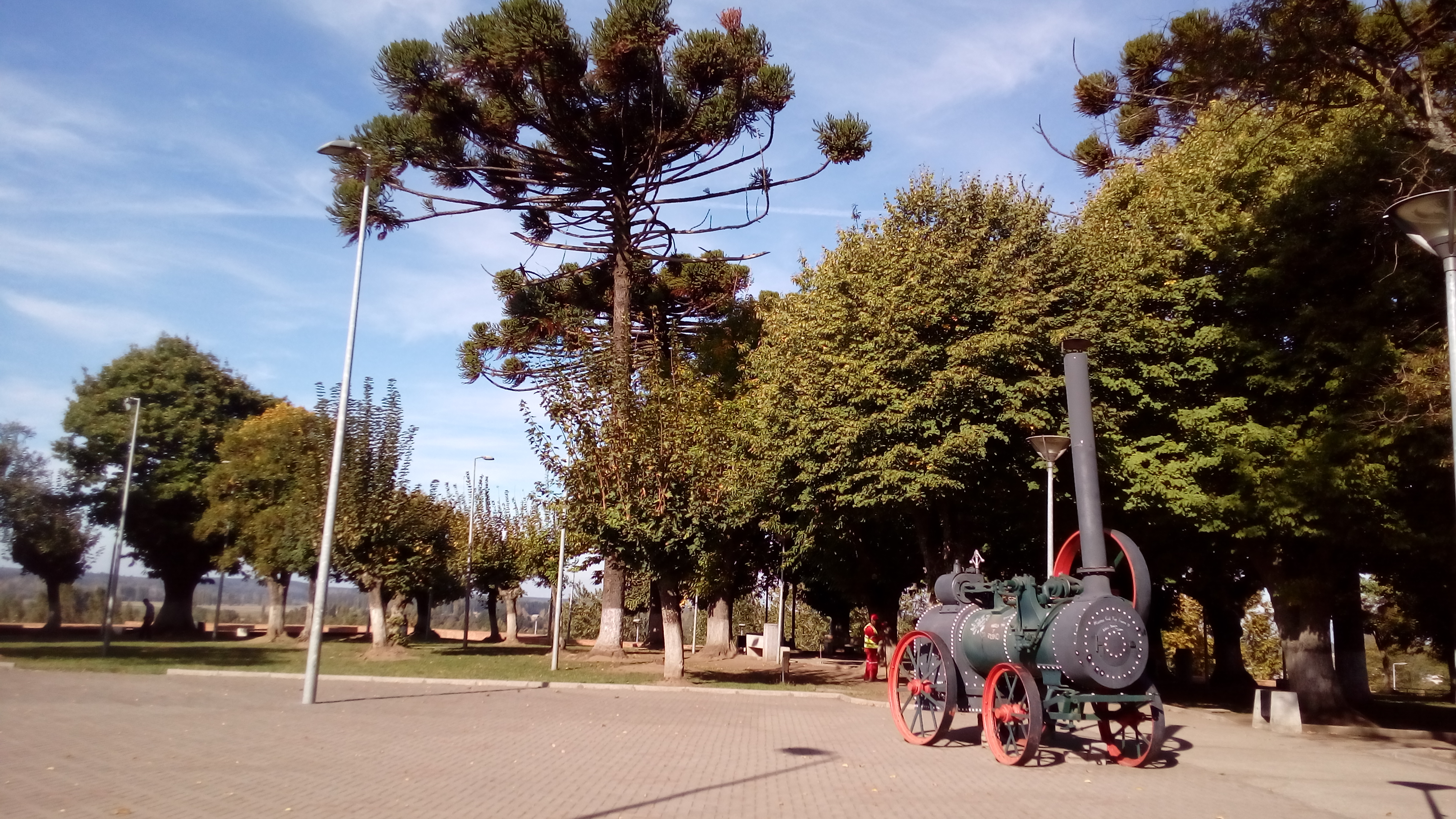
Fuerte de Nacimiento en el año 2017

El Fuerte de Nacimiento es una de las atracciones turísticas principales de la comuna. En el año 2007 se realizó una restauración que recupera la materialidad y diseño original, el cual concluye en noviembre del 2008, el rediseño generó controversias entre los habitantes, debido a la incorporación de áreas verdes y espacios recreativos que finalmente no se concretaron. Posteriormente, el terremoto del 27 de febrero de 2010 causó importantes daños en la estructura, motivo por el cual ese mismo año hasta el año 2013 se llevó a cabo nuevas remodelaciones, en ellas se realizaron intervenciones para la conservación de la plaza y la restauración parcial del fuerte.

Actualmente se encuentra en un nuevo proceso de recuperación, incluyendo la mejora de la explanada de la plaza y la restauración del baluarte.